# Nectocarcinus
Nectocarcinus là danh pháp khoa học của một chi cua biển, sinh sống trong vùng nước đáy thềm lục địa hoặc đầu dốc lục địa ở nam Thái Bình Dương.

## Lịch sử phân loại
Nectocarcinus được Ng et al. (2008) xếp trong phân họ Carcininae của họ Portunidae. Karasawa et al. (2008) và Grave et al. (2009) xếp nó trong họ Macropipidae. Schubart & Reuschel chuyển toàn bộ họ Macropipidae vào trong họ Polybiidae, nhưng cho rằng Nectocarcinus có thể thuộc về dòng dõi khác.
Spiridinov et al. (2014) coi nó như một chi ở vị trí incertae sedis nhưng cho rằng nó và Echinolatus có thể có quan hệ gần với Ovalipes (= họ Ovalipidae). Davie et al. (2015b) xếp nó trong họ Ovalipidae. Evans (2018) tạm thời xếp nó trong phân họ Ovalipinae của họ Geryonidae, nhưng không dứt khoát.

## Các loài
Chi cua này gồm các loài sau đây:
- Nectocarcinus antarcticus (Hombron & Jacquinot, 1846) Tìm thấy ở khu vực ven New Zealand đại lục, như mũi Maria van Diemen tới đảo Stewart, các quần đảo Auckland, Bounty, Chatham và có thể cả Campbell, ở độ sâu 10-550m.[9]
- Nectocarcinus bennetti Takeda & Miyake, 1969: Mai rộng tới 75mm. Tìm thấy ở khu vực quần đảo Auckland và Campbell, dốc Chatham, đông bán đảo Banks, ở độ sâu 20-200m.[9]
- Nectocarcinus integrifrons (Latreille, 1825): Mai rộng tới 80mm. Tìm thấy ở vùng biển các bang New South Wales, Victoria, Tasmania, Nam Úc và Tây Úc (về phía bắc tới Fremantle), sống ở vùng gian triều tới độ sâu 15 m. Tên gọi trong tiếng Anh là rough rock crab.[10]
- Nectocarcinus pubescens Moosa, 1996: Mai rộng tới 25mm. New Caledonia, ở độ sâu 450-550mm.[11]
- Nectocarcinus spinifrons Stephenson, 1961: Mai rộng tới 20mm. Tìm thấy ở Nam Úc (đảo Greenly) và Tây Úc (vịnh Shark), sống ở độ sâu tới 75–80 m.[9][10]
- Nectocarcinus tuberculosus A. Milne-Edwards, 1860: Mai rộng tới 90 mm. Duyên hải phía đông và nam Australia. Sống dưới đá, ở độ sâu tới 50m. Tên gọi trong tiếng Anh là rough rock crab hay velvet crab (do lớp che phủ như nhung trên mai).[10]